# Gabriel (Kryzyna)
Gabriel, imię świeckie Jarosław Wasylowycz Kryzyna (ur. 6 marca 1973 w Berezowie) – duchowny Kościoła Prawosławnego Ukrainy, od 2019 biskup rówieński i sarneński.

## Życiorys
20 marca 1996 został postrzyżony na mnicha. 16 kwietnia 1996 został wyświęcony na diakona, a 26 maja przyjął święcenia kapłańskie. 25 lipca 2018 został wybrany na biskupa rówieńskiego i wołyńskiego w strukturach Ukraińskiego Autokefalicznego Kościoła Prawosławnego. Chirotonię biskupią otrzymał 2 września 2018. Po 15 grudnia 2018 wraz z resztą duchowieństwa przeszedł do kanonicznego Kościoła Prawosławnego Ukrainy.